# كارل أوتو شميت
كارل أوتو شميت (بالألمانية: Karl Otto Schmidt)‏ (و. 1904 – 1977 م) هو ناشط إسبرانتو، وكاتب ألماني، توفي في رويتلينغن، عن عمر يناهز 73 عاماً.

## جوائز
حصل على جوائز منها:

وسام الصليب من رتبة استحقاق من جمهورية ألمانيا الاتحادية